# Famien Strada
Pour les articles homonymes, voir Strada.
Famien Strada ou Famiano Strada (1572 à Rome - 6 septembre 1649 dans la même ville) est un historien et jésuite italien.

## Biographie
Famien Strada naît à Rome en 1572. Il enseigne la rhétorique au Collège romain. À cause de son poste au collège, il est l'interprète le plus connu de la rhétorique sacrée pendant le XVIIe siècle.
Né à Rome en 1572 et l’un des meilleurs élèves d’Orazio Torsellini et de Francesco Benci, il embrassa l’institution de saint Ignace, et prononça ses vœux dans le Collège romain. Il y enseigna la rhétorique pendant quinze ans, et en formant des orateurs par ses préceptes, il les encouragea par son exemple, lorsqu’il fut invité à prêcher devant les papes Clément VIII et Paul V. Sa voix retentit encore au Vatican à la mort de Grégoire XV, dont il prononça l’oraison funèbre, en présence du sacré collège. Urbain VIII, protecteur zélé des lettres, aurait voulu récompenser le mérite de l’orateur ; mais non moins savant modeste, Strada bornait son ambition à obtenir un nom en littérature. Il s’était annoncé par quelques discours académiques, et par un recueil dans lequel il avait essayé d’imiter le style de plusieurs latins. C’était le moyen de n’avoir aucune manière à soi ; car il est impossible d’être à la fois Virgile et Lucain, Claudien et Stace, Lucrèce et Ovide. Mais ces tours de force étaient alors à la mode, et Tiraboschi lui-même n’a pas su se défendre d’admirer dans Strada un talent aussi versatile.

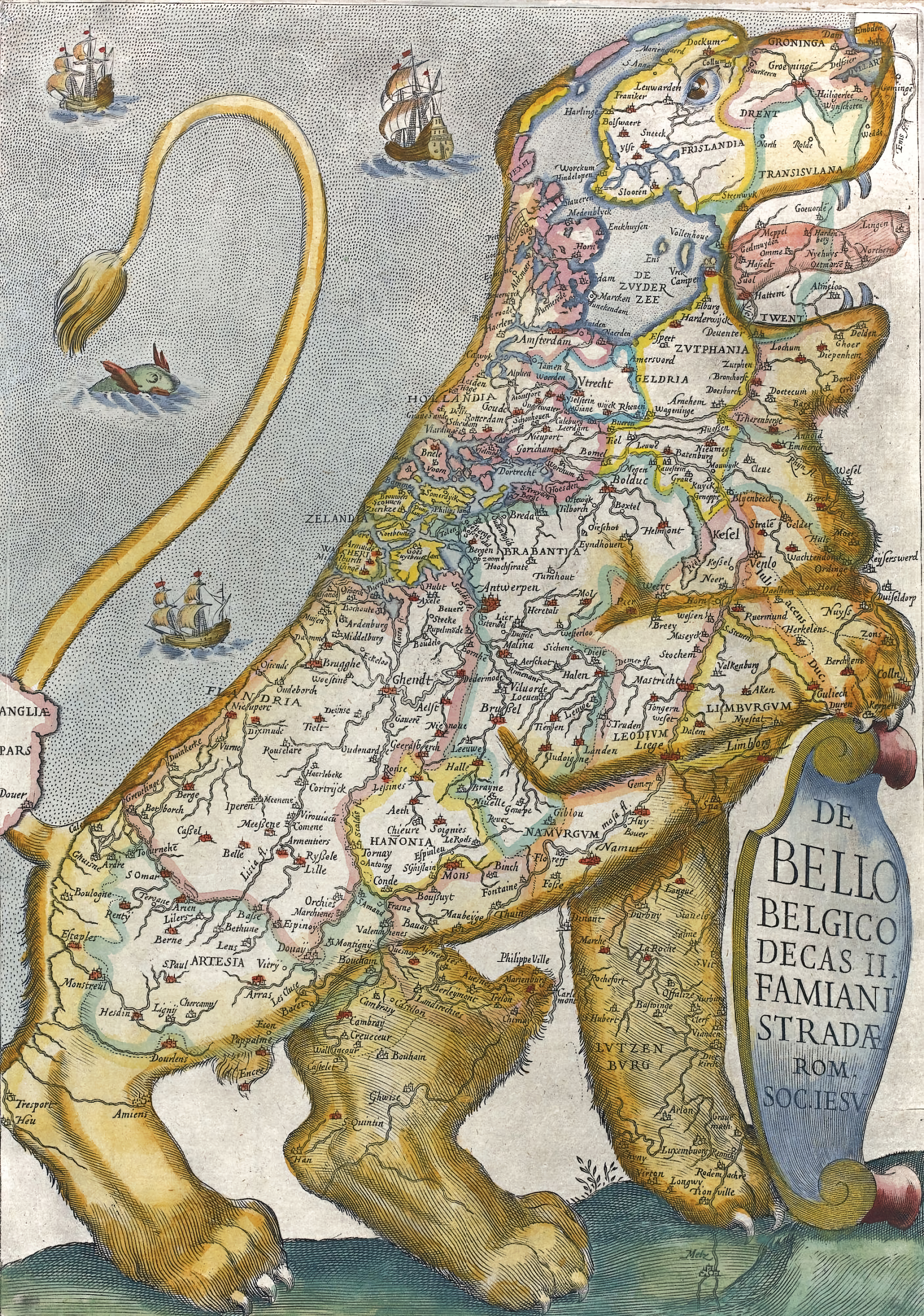
Page de l'ouvrage De Bello Belgico, decas prima

On aurait probablement oublié cet écrivain, s’il n’avait pas entrepris un ouvrage plus sérieux sur la longue et opiniâtre lutte qui détacha de la domination espagnole les provinces Bataves. Le cardinal Bentivoglio dit qu’après une attente de trente années, on vit paraître, en 1632, le premier volume de cette histoire, dont le second ne fut publié qu’en 1647. Ces deux parties, divisées en vingt livres, commencent à l’abdication de Charles Quint, en 1555, et s’étendent jusqu’à la reddition de Rheinberg (30 janvier 1590). Elles embrassent par conséquent une période marquée par les grands événements qui se succédèrent en Flandre, sous le gouvernement de la duchesse de Parme, du duc d’Albe, du grand commandeur Requesens, de don Juan d’Autriche et d’Alexandre Farnèse. L’auteur ne s’était point dissimulé la grandeur de sa tâche : regardant même comme peu convenable pour un religieux de manier les armes et de parler de guerre, il se reprochait la hardiesse d’avoir conçu un pareil projet, vivant, comme il le faisait, dans le cloître, plus occupé des temps que des intérêts de son siècle ; il ne voulut pas renoncer à l’avantage d’employer des renseignements puisés « dans les lettres et les Mémoires de ceux qui avaient agi dans toutes ces guerres, ou qui avaient commandé qu’elles se fissent. » D’après ce peu de mots, on a supposé que Strada avait écrit sous l’influence de la maison des Farnèse ; d’autant plus qu’il s’exprime avec admiration sur Marguerite d’Autriche, et sur le prince de Parme. Mais si c’est un tort que d’en honorer la mémoire, la plupart des lecteurs doivent s’avouer presque aussi coupables que l’historien ; car il est difficile de ne pas rendre justice aux qualités éminentes de ces principaux instruments de la puissance de Philippe II. Il paraît d’ailleurs peu probable que leurs portraits aient été flattés à dessein par la main qui a écrit ces paroles remarquables : « Notre siècle a presque perdu la liberté de parler, par le vice même des écrivains qui ne se proposent que de plaire aux grands, et qui, rejetant cette faute sur le temps et sur les mœurs, appellent vertu du siècle la complaisance et la flatterie. Pour moi, qui ai le témoignage de ma conscience, que j’interroge bien souvent, et que je ne trouve assujettie sous l’empire d’aucun prince ni achetée par aucune faveur, je supplie ceux qui me feront l’honneur de considérer mon travail ; que, comme pour écrire l’histoire, ils demandent en moi un esprit dégagé d’amour et de haine pour l’un et pour l’autre parti, ils apportent de même à la lecture de cette histoire un esprit désintéressé de peur qu’on ne blâme sans raison une nourriture, si elle vient à s’aigrir dans un estomac malade et indisposé. » (livre Ier) 
Ce qu’on est plus en droit de reprocher à Strada, c’est la facilité avec laquelle il se jette dans des digressions inutiles, qui nuisent à l’ensemble de l’action et arrêtent à chaque pas le développement d’un drame dont l’atrocité fait attendre la fin avec impatience. L’intérêt du spectateur se refroidit au milieu de tant de détails insignifiants sur la vie privée des acteurs de cette sanglante catastrophe : on désirerait aussi plus d’économie dans les épisodes ; on regrette, par exemple, que l’auteur ait donné trop d’importance au combat d'Austruweel, à la reddition de Limbourg, de Valenciennes, et qu’il n’ait pas fait mieux connaître les circonstances qui accompagnèrent la prise de Haarlem et le siège de Leyde. On doit convenir aussi que le style est déparé par l’abus des comparaisons et des sentences ; par ces vaines précautions de l’orateur, si déplacées dans un historien, dont la simplicité est mille fois préférable à la recherche. Malgré ces défauts, l’ouvrage de Strada tient une place distinguée parmi les travaux historiques du dix-septième siècle ; et si l’auteur doit se reconnaître inférieur à Bentivoglio, dans l’art de bien décrire les lieux, que celui-ci avait eu l’avantage d’observer lui-même, il ne méritait pas les invectives de Scioppius, ni les critiques de Bentivoglio, qui l’a examiné plutôt avec la jalousie d’un rival qu’avec l’équité d’un juge.
Strada a eu pour continuateurs deux de ses confrères, Guglielmo Dondini et Angelo Gallucci. Il meurt à Rome le 6 septembre 1649. On a de lui :
- Orationes III, de Passione Domini ; dans le recueil intitulé Societatis Jesu orationes, Rome, 1641, in-12. Ces trois passions furent prêchées dans la chapelle pontificale devant Clément VIII et Paul V.
- Prolusiones et paradigmata eloquentiae, ibid. 1617, in-4. John Edwin Sandys le définit « l’œuvre latin le plus agréable du XVIe siècle. »[9] Les plus remarquables de ces discours sont ceux où l’auteur examine le caractère des principaux historiens de l’antiquité. John Kynaston s’est chargé de défendre Tacite contre les attaques de Strada ; voyez son ouvrage intitulé De impietate C. Cornelio Tacito falso objectata, Oxford, 1761, in-8.
- Oratio in Novendiali funere Gregorii XV, ibid. 1623 in-4.
- Oratiuncula qua Urbanum VIII Collegium Romanum invisentem excepit, Vilna, 1624 in-12.
- Eloquentia bipartita, Gouda, 1654, in-12. C’est dans cet ouvrage que l’auteur a donné un échantillon de différents styles.
- De Bello Belgico decades duae, Rome, 1632-47 2 vol. in fol., avec des figures gravées par Johann Wilhelm Baur, Jan Miel et autres artistes estimés. La première décade (dix livres) s’étend depuis le départ de Charles Quint de Flandre, en 1555, jusqu’à la mort de don Juan d’Autriche, en 1578 ; traduit en Italien par Carlo Papini, ibid., 1638 in-4. La seconde décade comprend les événements arrives de 1578 à 1590 ; traduit en italien par Segneri, ibid., 1648, in-4. Les deux décades ont été réimprimées ensemble à Mayence, 1651, in-4 ; traduit en français par Pierre Du Ryer, Paris, 1644-1649, 2 vol. in-fol.[10] ; en espagnol (avec la continuation du P. Dondini) par le P. Melchior de Novar, Cologne, 1692, 3 vol. in-fol. Anvers, 1701, 3 vol. in-8. Parmi les ouvrages inédits de Strada, on cite la troisième décade de l’histoire de Flandre, dont on assure que la cour d’Espagne avait empêché la publication.

## Œuvres
- (la) Prolusiones academicae, Romae, Apud Iacobum Mascardum, 1617 (lire en ligne)
- (la) Famiani Stradæ Romani e Societate Iesu Prolusiones academicæ, Lugduni, sumpt. Iacobi Cardon & Petri Cauellat, 1627, 2e éd. (lire en ligne)
- (la) Famiani Stradae Romani e Societate Iesu De bello Belgico decas prima, Romae, 1632 (lire en ligne)
- (la) Famiani Stradæ Romani e Societate Iesu De bello Belgico decas secunda, Romae, 1647 (lire en ligne)
  - traduit en néerlandais : De Thien eerste Boecken der Nederlandtsche Oorloge ... verduytscht door Guilliam van Aelst, 1655
- (la) Orationes tres de passione Domini, Romae, 1641.
- (la) R.P. Famiani Stradae romani e Societate Jesu Eloquentia bipartita, Goudae, Typis Guilielmi vander Hoeve, 1654 (lire en ligne)

## Œuvres traduites en français
- Histoire de la guerre de Flandre traduitte de Famianus Strada par P. du Ryer, 1ère décade, Paris, chez Antoine de Sommaville & Augustin Courbé, 1644 (lire en ligne)
- Histoire de la guerre de Flandre traduitte de Famianus Strada par P. du Ryer, seconde décade, Paris, chez Antoine de Sommaville & Augustin Courbé, 1649 (lire en ligne)